# パラービタ
パラービタ（イタリア語: Parabita）は、イタリア共和国プッリャ州レッチェ県にある、人口約8,900人の基礎自治体（コムーネ）。

## 地理

### 位置・広がり

#### 隣接コムーネ
隣接するコムーネは以下の通り。
- アレーツィオ
- コッレパッソ
- マティーノ
- ネヴィアーノ
- トゥーリエ